# Stadttheater Frankfurt (Oder)

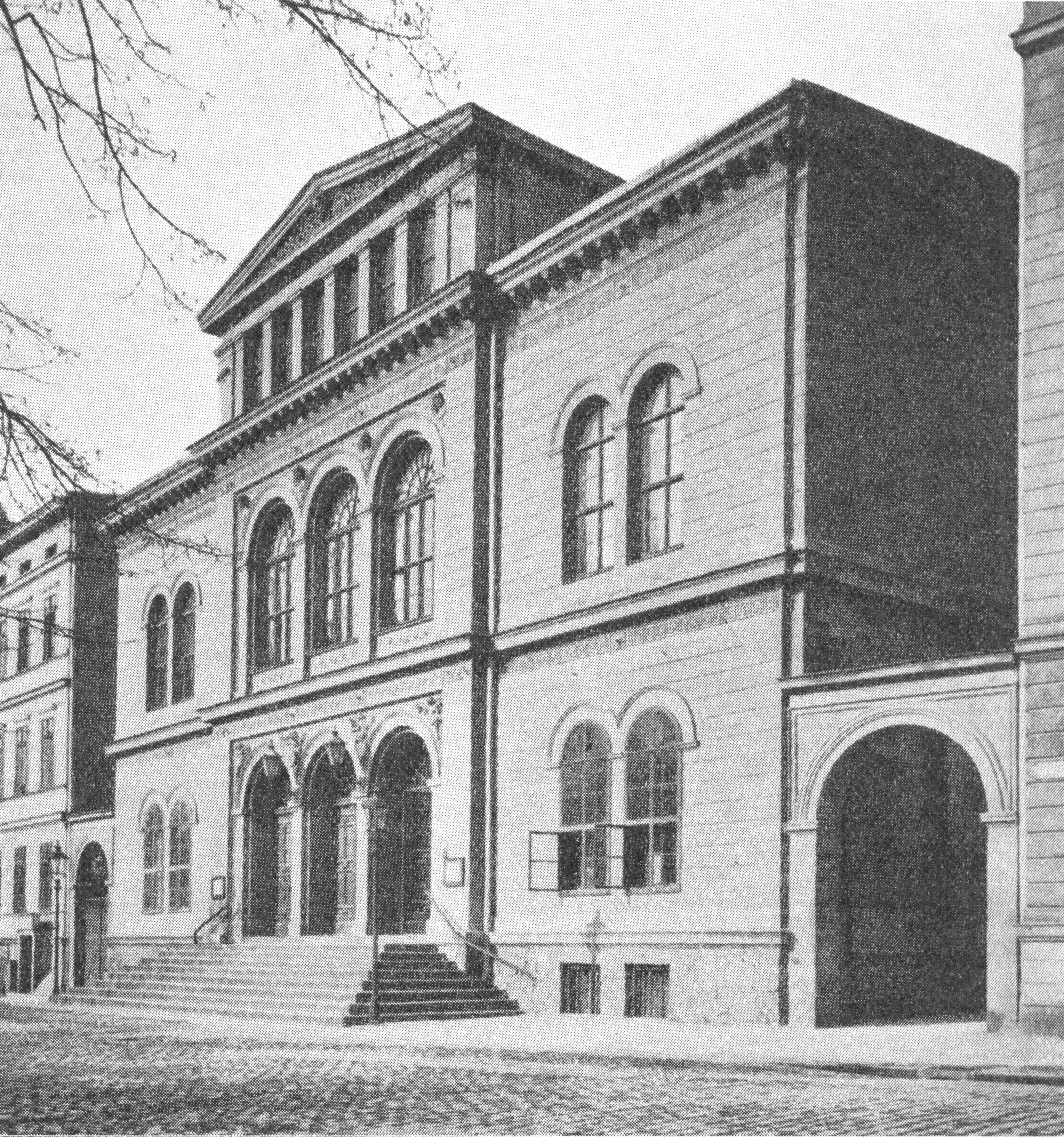
Stadttheater, um 1911

Das Stadttheater Frankfurt (Oder) bestand von 1842 bis 1945.

## Geschichte
1839 schuf Karl Friedrich Schinkel Entwürfe für ein neues Theater  in Frankfurt an der Oder im Auftrag der Stadtverwaltung.  1842 wurde der Bau unter der Leitung von Stadtbaurat Emil Flaminius fertiggestellt, der einige kleinere Änderungen an den Plänen vornahm. Es befand sich am Wilhelmsplatz 22 (jetzt Zehmeplatz) in der Gubener Vorstadt und hatte anfangs 800 Plätze.
Am 1. November 1842 erfolgte die feierliche Einweihung mit der Operette Zar und Zimmermann von Albert Lortzing. 1861 wurden einige kleinere Umbauten mit einer Magazinerweiterung vorgenommen.
Im Stadttheater wurden vor allem Opern, Operetten und Schauspiele aufgeführt.
Ansonsten ist über die Geschichte bisher nur wenig bekannt.
1945 wurde das Gebäude zerstört.
Ab 1946 spielte das Stadttheater in einem anderen Gebäude, aus dem sich das Kleist-Theater entwickelte.

## Mitwirkende

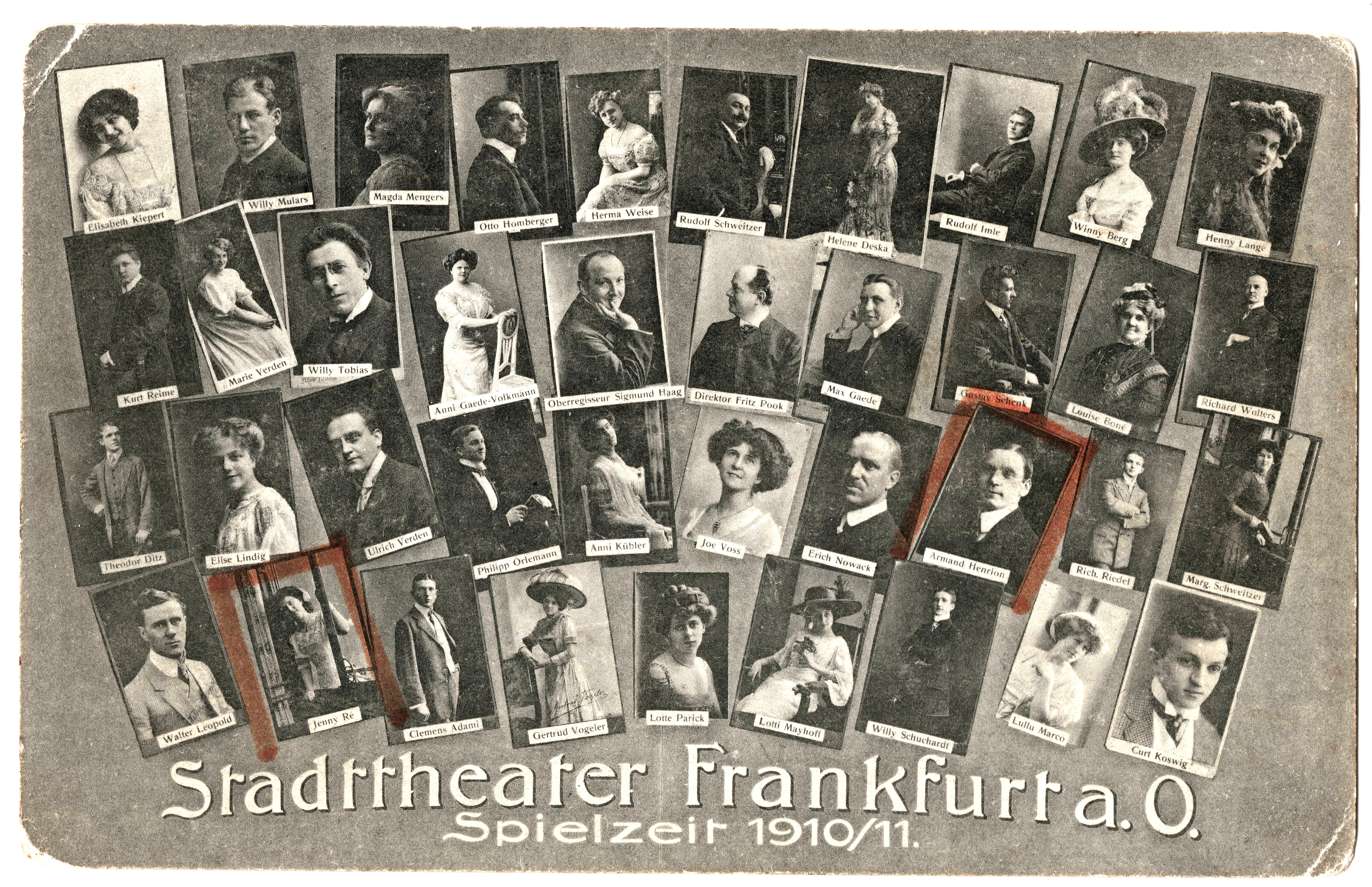
Schauspieler und Theaterleitung 1910/11

Die Schauspieler wechselten meist jede Saison, wie es in dieser Zeit an deutschsprachigen Bühnen allgemein üblich war.
Theaterdirektoren
- Hermann Temmel, 1887–1898
- Fritz Pook, 1910/11 erwähnt

Regisseure
- Sigmund Haag, 1910/11 Oberregisseur

Schauspieler
Die bekannteste Schauspielerin am Stadttheater war im 19. Jahrhundert Ellen Franz (1861/62).
In der Theatersaison 1910/11 spielten hier Max Gaede, Anni Gaede-Volkmann, Anni Kübler, Armand Henrion, Clemens Adami, Curt Koswig, Elisabeth Kiepert, Elise Lindig, Erich Nowack, Gertrud Vogeler, Gustav Schenk, Helene Deska, Henny Lange, Herma Weise, Jenny Ré, Joe Voss, Kurt Reime, Lotte Parick, Lotti Mayhoff, Louise Boné, Lullu Marco, Magda Mengers, Margarethe Schweitzer, Marie Verden, Otto Homberger, Philipp Orlemann, Richard Riedel, Richard Wolters, Rudolf Imle, Rudolf Schweitzer, Theodor Ditz, Ulrich Verden, Walter Leopold, Willy Mulars, Willy Schuchardt, Willy Tobias und  Winny Berg.
In der Saison 1922 wirkten als Gäste bei einzelnen Vorführungen Paul Wegener, Ernst Deutsch, Theodor Becker, Ferdinand Gregori, Else Heims und Maria Fein mit, die ansonsten in Berlin engagiert waren.